# Salsa di pane
La salsa di pane (bread sauce) è un alimento tradizionale britannico e irlandese, a base di latte, burro e cipolle addensati con il pane raffermo e successivamente aromatizzata e speziata. La salsa di pane è da consumare fredda o calda con pollo arrosto o tacchino. La salsa di pane risale almeno al periodo medievale, quando i cuochi usavano il pane secco per addensare le salse.